# Плащ (телесериал)
«Плащ» (англ. The Cape) — американский супергеройский драматический сериал, который был закрыт после десяти эпизодов.

## Сюжет
Действие происходит в вымышленном городе Палм-сити. Винс Фарадей — честный полицейский в коррумпированном полицейском подразделении. Занимаясь обычным расследованием, связанным с главным городским мафиози Шахматистом, который всегда носит маску, Винс узнаёт, что им является миллиардер Питер Флемминг, который недавно приватизировал всю городскую полицию. Шахматист надевает на голову Винса свою маску и заставляет его убегать от полиции. Винс прячется под поезд и залезает в вентиляционную шахту, после чего поезд взрывают. Прятки Винса не были засняты на камеру, и поэтому теперь он числится погибшим. Он вынужден скрываться, оставив жену Дану и сына Трипа. Переполненный желанием воссоединиться со своей семьей и сражаться с преступными силами, заполонившими Палм-сити, Фарадей становится реальным воплощением супергероя Плаща, которого обожает его сын Трип.
В борьбе с преступниками Винсу помогают Макс Малини, глава цирковой банды грабителей и превосходный иллюзионист, и Орвелл, девушка-блогер, занимающаяся электронной разведкой преступности и коррупции в городе. Макс обучает Винса своему искусству и отдаёт ему плащ известного иллюзиониста, сотканный из редчайшего шелка. Это позволяет Винсу вытворять разнообразные фокусы с плащом.

## Серии
Первоначально первый сезон был заказан из 13 серий, позднее сократили до 10 из-за резкого падения рейтингов. Девять из десяти запланированы на показ до 28 февраля 2011 года, каждый понедельник, после этого сериал переместят в программе. Название каждого эпизода (кроме пробной и последней серий) — это кличка злодея, который выступает главным в серии, поэтому названия эпизодов обычно не переводятся.
- 1. Пилотная (Pilot) — 9 января 2011.
- 2. Таро (Tarot) — 9 января 2011.
- 3. Козмо (Kozmo) — 17 января 2011 (США), 16 января 2011 (Канада).
- 4. Скейлз (Scales) — 24 января 2011 (США), 23 января 2011 (Канада).
- 5. Дайс (Dice) — 31 января 2011.
- 6. Гогглс и Хикс (Goggles and Hicks) — 7 февраля 2011.
- 7. Лич, часть первая (The Lich: Part 1) — 14 февраля 2011.
- 8. Лич, часть вторая (The Lich: Part 2) — 21 февраля 2011 (США), 20 февраля 2011 (Канада).
- 9. Рэйзер (Razer) — 28 февраля 2011.
- 10. Конец Игры (Endgame) — вышел через сеть 11 марта 2011.

## Актёры
- Дэвид Лайонс — Винс Фарадэй/Плащ, бывший полицейский, считающийся Шахматистом и документально признанный умершим. Добр и высоконравственен, отличный механик. Не считает себя супергероем, хотя по сути им и является.
- Дженнифер Феррин — Дана Томпсон-Фарадэй, жена Винса, адвокат по уголовным делам. Считает мужа погибшим. О существовании Плаща узнаёт в 8-й серии, тогда же помогла ему в одном из дел.
- Райан Уайнотт — Трип Фарадэй, сын Винса, поклонник Плаща. Также считает отца погибшим, хотя видятся они часто. Помогал отцу в одной из серий.
- Джеймс Фрейн — Питер Флемминг/Шахматист, главный враг Плаща. Миллиардер, основатель и генеральный директор Ark Industries. Ответствен за ложные обвинения в адреса Фарадея. Когда он появляется в виде своего альтер эго, носит контактные линзы в виде шахматных фигур. Явно страдает раздвоением личности.
- Кит Дэвид — Макс Малини, главарь цирковой банды грабителей банков, профессиональный иллюзионист, духовный наставник Винса. Обучил Винса исчезать в дыму и хватать предметы краями плаща. Несмотря на преступное ремесло, очень мудр и благороден и предпочитает действовать гуманно. В одной из серий сам побыл Плащом, когда Винс попал в ловушку.
- Мартин Клебба — Ролло, карлик из банды Макса. При маленьком росте очень силён, сильно сдружился с Винсом. Хочет, чтобы он спасал всех, как настоящий супергерой. Ему нравится Орвелл.
- Саммер Глау — Орвелл, блогер-детектив, ведёт войну с преступностью и коррупцией в Палм-сити, помогает Винсу, впоследствии влюбляется в него. В 8-й серии выясняется, что на самом деле она дочь Шахматиста, Джейми Флемминг, взбунтовавшаяся против отца из подозрений, что он убил её мать.
- Дориан Миссик — Марти Войт, полицейский в отставке, помогает Винсу, но вынужденно работает на Флемминга, опасаясь за жизни своей семьи и Даны с Трипом. Погибает в финале, успев узнать тайну Винса.
- Изабелла Мико — Райя, акробатка из банды Макса, добрая и заботливая. Научила Винса ходить по канату.
- Аниль Кумар — Руви, менталист и гипнотизёр из банды Макса, также обучил Винса своим навыкам. Единственный в банде относится к нему несколько отрицательно из-за того, что он полицейский.
- Винни Джонс — Доминик Рауль/Скейлз, мафиози с чешуйчатым лицом, помогает Флеммингу. В прошлом выступал в цирке уродов, где с ним обращались как с животным. Ненавидит Плаща и желает уничтожить. Схвачен полицией в конце первого сезона, когда застрелил Марти.

### Эпизодические злодеи
- Рэймонд ЛеФлёр/Каин (Раза Джаффри) — маньяк-отравитель, входящий в группу наёмнков «Таро». Носит на руке тату в виде карты таро «Башня». По-професси — шеф-повар, трижды вдовец (убил всех трёх жен по неизвестным причинам). Убит Винсом прислонением к горячей кухонной плите. Появляется во второй серии.
- Григорий Молотов/Козмо (Томас Кречман) — русский иллюзионист, известный как профессиональный самоосвобождатель и исчезатель благодаря владению накидным плащом и способности к смещению 187 суставов с обычного положения. Учился у Макса владению плащом, но начал терять контроль над собой, зациклившись на плаще, и Макс сдал его полиции по реальному обвинению (убийство девушки). Вернулся в Палм-сити в третьей серии и присвоил себе плащ, но был побеждён Винсом и возвращён в тюрьму.
- Трейси Джаррод/Дайс (Мина Сувари) — девушка, которая может производить моментальные вычисления и приносить себе во всём неимоверную удачу (в каком-то смысле, она видит будущее). Флемминг убил её отца и она поклялась отомстить. Винс остановил её и её арестовали. Появляется в 5-й серии.
- Гогглс (Пруитт Тейлор Винс) и Хикс (Чед Линдберг) — братья-киллеры, всегда действующие вместе. Гогглс — хакер-инвалид, который ищет заказанную жертву, а Хикс её убивает, используя свои навыки профессионального снайпера. Флемминг нанял их убить Винса, но он и Орвелл отправили Гогглса в тюрьму «Совиный Остров». Хикс бросил работу, поскольку не привык работать без Гогглса, хотя пригрозил Винсу не связываться с ним, так как они узнали его тайну.
- Конрад Чендлер/Лич (Гленн Фитцгеральд) — террорист с обезображенной от рождения головой, невосприимчивый к боли. Пытался распылить на городском параде токсин, который делал людей живыми мертвецами. Похитил Орвелл и пытался сделать её своей очередной невестой, не догадываясь, что введённые им наркотики создали у неё галлюцинации свадьбы с Винсом. Раздавлен Винсом с помощью шкафа. Появляется в 7-й и 8-й сериях.
- Рэйзер (Грант Боулер) — изготовитель бомб, нанятый Скейлзом для уничтожения карнавала Малини. Был быстро устранён Винсом, который его подменил на себя. Появляется в начале 9-й серии.